# Lfmall
LFmall은 LF의 공식 온라인 사이트로, 프리미엄 라이프스타일 종합 쇼핑몰이다.
LF는 2000년 '패션엘지닷컴'으로 처음 온라인몰을 개설한 뒤, 2010년 'LG패션샵'이라는 이름으로 본격적인 온라인몰 육성을 시작했으며 2014년 4월 'LF몰'로 리뉴얼하여 PC, 모바일웹, 모바일앱은 함께 운영하고 있다.
LF몰은 헤지스, 닥스, 마에스트로, TNGT, 질스튜어트, 알레그리, 바네사브루노 등의 자사 패션브랜드는 물론, 프라다, 구찌, 생로랑과 같은 명품 패션브랜드를 운영하고 있으며, 아떼, 불리1803, SK2, 설화수 등 뷰티브랜드, 조셉조셉, 레프 암스테르담, 다이슨, 드롱기 등 소형가전을 포함한 리빙브랜드 그리고 로얄캐닌 등 펫(애완동물) 관련 상품에 이르기까지 패션/뷰티/식품/리빙을 비롯한 다양한 라이프스타일 영역에 걸쳐 4,500여개 브랜드의 상품을 판매하고 있는 라이프스타일 전문 종합 브랜드몰이다. (2019.09기준)
2010년대 중반까지만해도 패션 브랜드몰의 이미지가 강했던 LF몰은 2017년 12월, 냐(LF)와 몰(Mall)을 결합한 '몰(Mall) 좀 아냐(LF)'라는 슬로건으로 하는 유머러스한 캠페인으로 앞서나가는 라이프스타일 전문 쇼핑몰로서의 인지도를 끌어올린 바 있다.
2019년 1월 1일, '브랜드 살 땐 LFmall'이라는 슬로건으로 새로운 광고 캠페인을 런칭하여 라이프스타일 전 영역에 걸친 상품들의 원스톱 쇼핑이 가능한 LF몰의 강점을 중점적으로 어필하고 있다.

## 연혁
| 연도   | 내용                                          |
| ------ | --------------------------------------------- |
| 2000년 | '패션엘지닷컴' 런칭                           |
| 2010년 | 'LG패션샵'으로 리뉴얼, 본격적인 온라인몰 육성 |
| 2014년 | 'LFmall'로 리뉴얼, 모바일앱 런칭              |

## 공식 브랜드
- 닥스 (Daks)
- 헤지스 (HAZZYS)
- 질스튜어트 뉴욕 (JILLSTUART NEWYORK)
- 마에스트로 (Maestro)
- 바네사브루노 (VANESSABRUNO)
- 티엔지티 (TNGT)
- 바버 (Barbour)
- 킨 (KEEN)
- 알레그리 (ALLEGRI)
- 일꼬르소 (ILCORSO)
- 이자벨 마랑 (ISABEL MARANT)
- 던스트 (Dunst)
- 막스마라 (MaxMara)
- 아떼 (athe)
- 오피신 유니버셀 불리 (OFFICINE UNIVERSELLE BULY)
- 이에르 로르 (HYÈRES LOR)
- 더블플래그 (DOUBLE FLAG)